# Arcos de la Sierra
Arcos de la Sierra é um município da Espanha, na província de Cuenca, comunidade autônoma de Castela-Mancha. Tem 39,5 km² de área e em 2021 tinha 73 habitantes (densidade: 1,8 hab./km²). Limita com os municípios de Cuenca, Castillejo-Sierra, Las Majadas, Portilla, Sotorribas e Zarzuela.